# Monodora minor
Monodora minor Engl. & Diels – gatunek rośliny z rodziny flaszowcowatych (Annonaceae Juss.). Występuje naturalnie w Tanzanii oraz północnym Mozambiku. 

## Morfologia
PokrójZimozielone małe drzewo lub krzew dorastające do 3–6 m wysokości. Pokrój jest często wielopienny. Kora jest gładka i ma szarą barwę.
LiścieMają kształt od podłużnie eliptycznego do podłużnie odwrotnie jajowatego. Mierzą 6–18 cm długości oraz 3,5–8 cm szerokości. Są prawie skórzaste. Nasada liścia jest klinowa lub zaokrąglona. Blaszka liściowa jest o zaokrąglonym lub prawie spiczastym wierzchołku. Ogonek liściowy jest nagi i dorasta do 4–8 mm długości.
KwiatyZebrane w zwisające wierzchotki, rozwijają się w kątach pędów. Działki kielicha mają owalny kształt i dorastają do 7–8 mm długości. Płatki mają Kremową, żółtą lub zielonożółtawą barwę z czerwonymi lub brązowoczerwonawymi plamki, zewnętrzne maja podłużnie eliptyczny kształt i osiągają do 18–20 mm długości, natomiast wewnętrzne są eliptyczne, mniej lub bardziej nachylone ku sobie i mierzą 11–20 mm długości.
OwoceOwocostany o elipsoidalnym kształcie. Osiągają 2–5 cm długości. Mają zieloną barwę z żółtymi plamkami.

## Biologia i ekologia
Rośnie na sawannach, otwartych przestrzeniach w lasach oraz w zaroślach. Występuje na wysokości do 750 m n.p.m..